# Николае Станчу
Николае Клаудиу Станчу (на румънски: Nicolae Claudiu Stanciu), роден на 7 май 1993 г., е румънски професионален футболист, полузащитник, настоящ играч на италианския Дженоа и националния отбор на Румъния.

## Личен живот
Станчу е роден на 7 май 1993 година в село Крайва. Майка му умира, когато той е на 14 години. Посвещава първия си гол с екипа на националния отбор на нея.

## Кариера

### Клубна кариера

#### Униря Алба Юлия
Станчу прави дебюта си за първия отбор на Униря Алба Юлия на 25 май 2008 година, три седмици след като навършва 15 години. По това време отборът се състезава в Лига II. На 1 май 2010 г. записва дебют и в Лига I, в мач срещу Стяуа, изгубен с 1–2. Месец по-късно е близо до трансфер в немския Щутгарт, но сделката пропада поради финансови причини.

#### Васлуй
На 9 септември 2011 г. преминава в отбора на Васлуй, въпреки офертите от Динамо Букурещ и Астра Гюргево. Успява да помогне на отбора да се класира за европейските турнири. На 30 август 2012 г. отбелязва гол от дузпа срещу Интер, с което мачът завършва наравно – 2–2, но Васлуй отпада, тъй като губи първия мач с 0–2.

#### Стяуа
На 27 март 2013 г. е обявено, че Станчу ще премине в Стяуа Букурещ от следващия сезон (2014/15). Трансферната сума не е обявена. Взима участие във всички мачове на Стяуа в Шампионската лига през сезон 2013/14. Сезон 2015/16 се оказва най-силният в кариерата му, като вкарва 14 гола в 39 мача от първенството.

#### Андерлехт
На 29 август 2016 г. официално подписва договор с белгийския Андерлехт, като трансферната сума е на стойност €7.8 милиона евро.

### Национален отбор
През годините преминава през всички младежки национални гарнитури на страната си.
Прави дебюта си за националния отбор на 23 март 2016 г., в приятелски мач срещу Литва. Част от отбора е и на Евро 2016.

## Трофеи
Стяуа Букурещ
- Шампион на Румъния (2): 2013–14, 2014–15
- Купа на Румъния (1): 2014–15
- Суперкупа на Румъния (1): 2013